# Tritlenek diglinu
Tritlenek diglinu (nazwa Stocka: tlenek glinu(III), zwyczajowo tlenek glinu), Al
2O
3 – nieorganiczny związek chemiczny z grupy tlenków, w którym glin występuje na III stopniu utlenienia. Występuje w wielu odmianach polimorficznych, z których najważniejsze to:
α-Al
2O
3 (korund)postać najtrwalsza, odznaczająca się dużą twardością (9 stopień w skali Mohsa); temperatura topnienia 2053–2072 °C, a wrzenia 2980–ok. 3000 °C (dla korundu naturalnego temperatura topnienia wynosi 2015±15 °C, a wrzenia 2980±60 °C); dobrze przewodzi ciepło, jest odporna na działanie czynników chemicznych, nierozpuszczalna w kwasach; powstaje podczas prażenia do 1000 °C odmiany γ; stosowana do wytwarzania materiałów szlifierskich (szmergiel) i ogniotrwałych
γ-Al
2O
3biały, higroskopijny proszek, nierozpuszczalny w wodzie, rozpuszczalny w mocnych kwasach, otrzymywany przez łagodne prażenie wodorotlenku glinu; ma właściwości amfoteryczne, z alkaliami tworzy gliniany (np. NaAlO2), jest surowcem do otrzymywania metalicznego glinu metodą elektrochemiczną
Znane są również formy η, χ, δ i θ, różniące się właściwościami i budową krystaliczną. Związek określony w 1916 r. jako β-Al
2O
3 okazał się w rzeczywistości glinianem sodu o wzorze NaAl
11O
17. Ma on bardzo duże znaczenie jako stały elektrolit ze względu na wysokie przewodnictwo elektryczne.

## Wytwórstwo przemysłowe
Podstawową rudą aluminium, z której uzyskiwany jest tlenek glinu, są boksyty. Tak uzyskany tlenek glinu może służyć do produkcji aluminium.
Największym producentem tlenku glinu na świecie jest korporacja Alcoa; za nią plasują się Alcan i Rusal. Największymi wytwórcami aluminium są połączone Rio Tinto i Alcan, a kolejnymi Rusal i Alcoa.
W Polsce Jerzy Grzymek opracował metodę spiekowo-rozpadową (zwaną metodą Grzymka), w której do wytwarzania tlenku glinu oraz cementu portlandzkiego wykorzystuje się tylko surowce krajowe z pominięciem boksytów.

## Inne tlenki glinu
Oprócz tlenku glinu(III) znane są również (rzadko spotykane):
- tlenek diglinu (tlenek glinu(I)), Al
2O[10]
- monotlenek glinu (tlenek glinu(II)), AlO[11]